# تورينو هانت
تورينو هانت (بالهولندية: Torino Hunte) (14 ديسمبر 1990 في هولندا - ) هو لاعب كرة قدم هولندي في مركز الوسط. لعب مع إف سي آيندهوفن وفي في في فينلو.

## روابط خارجية
- تورينو هانت على موقع قاعدة بيانات كرة القدم.إي يو (الإنجليزية)
- تورينو هانت على موقع Soccerway.com (الإنجليزية)
- تورينو هانت على موقع عالم كرة القدم.نت (الإنجليزية)